# Abdulla Aboobacker
Abdulla Aboobacker Narangolintevida (Hindi अब्दुल्ला अबूबकर नारंगोलीटेविदा; * 17. Januar 1996 in Nadapuram, Kerala) ist ein indischer Leichtathlet, der sich auf den Dreisprung spezialisiert hat. 2022 gewann er bei den Commonwealth Games in Birmingham die Silbermedaille und 2023 wurde er Asienmeister.

## Sportliche Laufbahn
Erste internationale Erfahrungen sammelte Abdulla Aboobacker im Jahr 2022, als er bei den Weltmeisterschaften in Eugene mit einer Weite von 16,45 m in der Qualifikationsrunde ausschied. Anschließend gewann er bei den Commonwealth Games in Birmingham mit 17,02 m die Silbermedaille hinter seinem Landsmann Eldhose Paul. Im Jahr darauf siegte er bei den Asienmeisterschaften in Bangkok mit einem Sprung auf 16,92 m. Anschließend verpasste er bei den Weltmeisterschaften in Budapest mit 16,61 m den Finaleinzug und belegte dann bei den Asienspielen in Hangzhou mit 16,62 m den vierten Platz. 2024 nahm er an den Olympischen Sommerspielen in Paris teil und schied dort mit 16,49 m in er Qualifikationsrunde aus. Im Jahr darauf belegte er bei den Asienmeisterschaften in Gumi mit 16,72 m den vierten Platz.
2024 wurde Aboobacker indischer Meister im Dreisprung.